# Blunsdon
Blunsdon är en civil parish i Swindon i Wiltshire i England. Skapad 1 april 2017.